# Fysicawinkel
Een Fysicawinkel, ook wel Natuurkundewinkel genoemd, is een wetenschapswinkel die maatschappelijke vragen en problemen oplost die gerelateerd zijn aan de natuurkunde. Haar activiteiten zijn bedoeld voor non-profitorganisaties (en soms individuen) die op andere wijze geen toegang kunnen krijgen tot de wetenschappelijke wereld.

## Locaties
Fysicawinkels bestaan of bestonden aan de Technische Universiteit Eindhoven (opgeheven in 2014) en de Universiteit Utrecht. De fysicawinkel van de Rijksuniversiteit Groningen is opgegaan in de Bèta-Wetenschapswinkel van de Faculty of Science and Engineering van deze universiteit.